# Martinický potok
Martinický potok este o arie protejată (arie specială de conservare — SAC, sit de importanță comunitară — SCI) din Republica Cehă întinsă pe o suprafață de 27,44 ha, integral pe uscat.

## Localizare
Centrul sitului Martinický potok este situat la coordonatele 49°34′47″N 15°11′52″E / 49.579722°N 15.197778°E.

## Înființare
Situl Martinický potok a fost declarat sit de importanță comunitară în noiembrie 2009 pentru a proteja 1 specie de animale. Situl a fost protejat și ca arie specială de conservare în august 2018.

## Biodiversitate
Situată în ecoregiunea continentală, aria protejată nu include niciun habitat protejat.
La baza desemnării sitului se află o specie protejată de  pești: zglăvoacă (Cottus gobio).